# Maria Pia di Borbone-Due Sicilie
Maria Pia di Borbone-Due Sicilie (Gaeta, 2 agosto 1849 – Biarritz, 29 settembre 1882) era nata principessa delle Due Sicilie, figlia di Ferdinando II di Borbone e di Maria Teresa d'Asburgo-Teschen, sorellastra di Francesco II di Borbone, ultimo re delle Due Sicilie.

## Biografia

### Infanzi e giovinezza

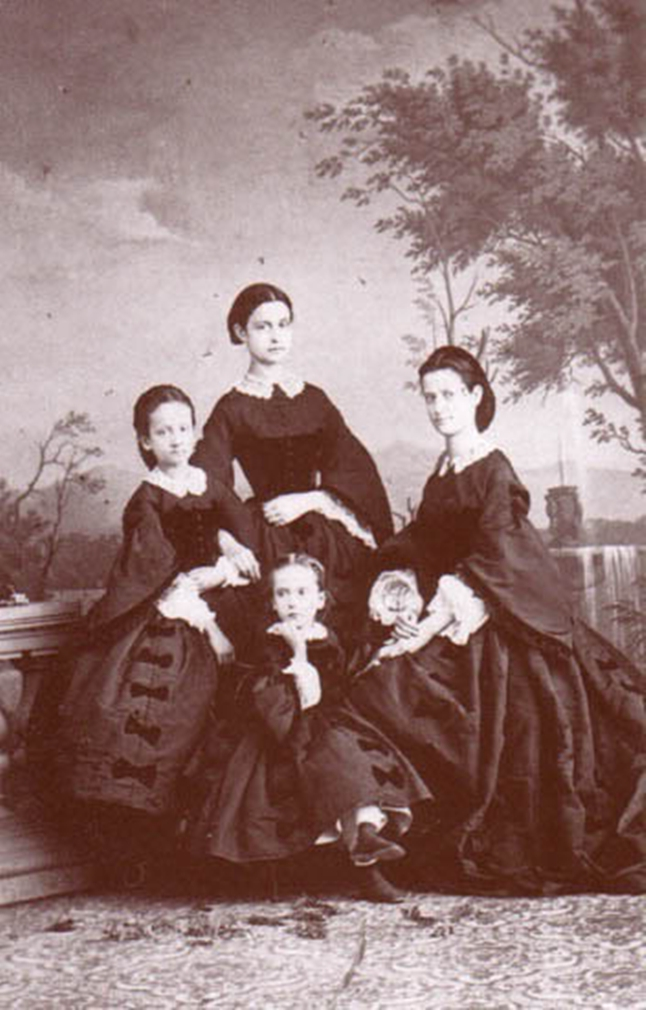
L'infanta Maria Pia (a sinistra) con le sue sorelle (in senso orario) Maria Immacolata, Maria Luisa e Maria Annunziata

Maria Pia era l'ottava figlia del re Ferdinando II delle Due Sicilie e della sua seconda moglie, Maria Teresa d'Austria. I suoi nonni paterni erano il re Francesco I e Maria Isabella di Borbone, infanta di Spagna, mentre i suoi nonni materni erano l'arciduca Carlo d'Austria-Teschen (eroe austriaco e vincitore della battaglia di Aspern-Essling) e la principessa Enrichetta di Nassau-Weilburg.
Pudica e riservata, era stata cresciuta amorevolmente, come i suoi fratelli, dalla madre Maria Teresa, la quale aborriva feste e vita mondana, preferendo dedicarsi alla cura dei figli.

### Esilio a Roma
Con l'avanzare della spedizione dei Mille di Giuseppe Garibaldi in Sicilia e Calabria, la famiglia reale delle Due Sicilie si rifugiò a Gaeta, dove le truppe leali a Francesco II combatterono per tre mesi. Il 13 febbraio 1861 l'esercito capitolò e ciò costrinse il re e la sua famiglia all'esilio a Roma. Sotto la protezione di papa Pio IX, vennero inizialmente ospitati nel Palazzo del Quirinale e poi nel Palazzo Farnese. Durante l'esilio romano iniziarono le trattative per il matrimonio di Maria Pia.

### Matrimonio

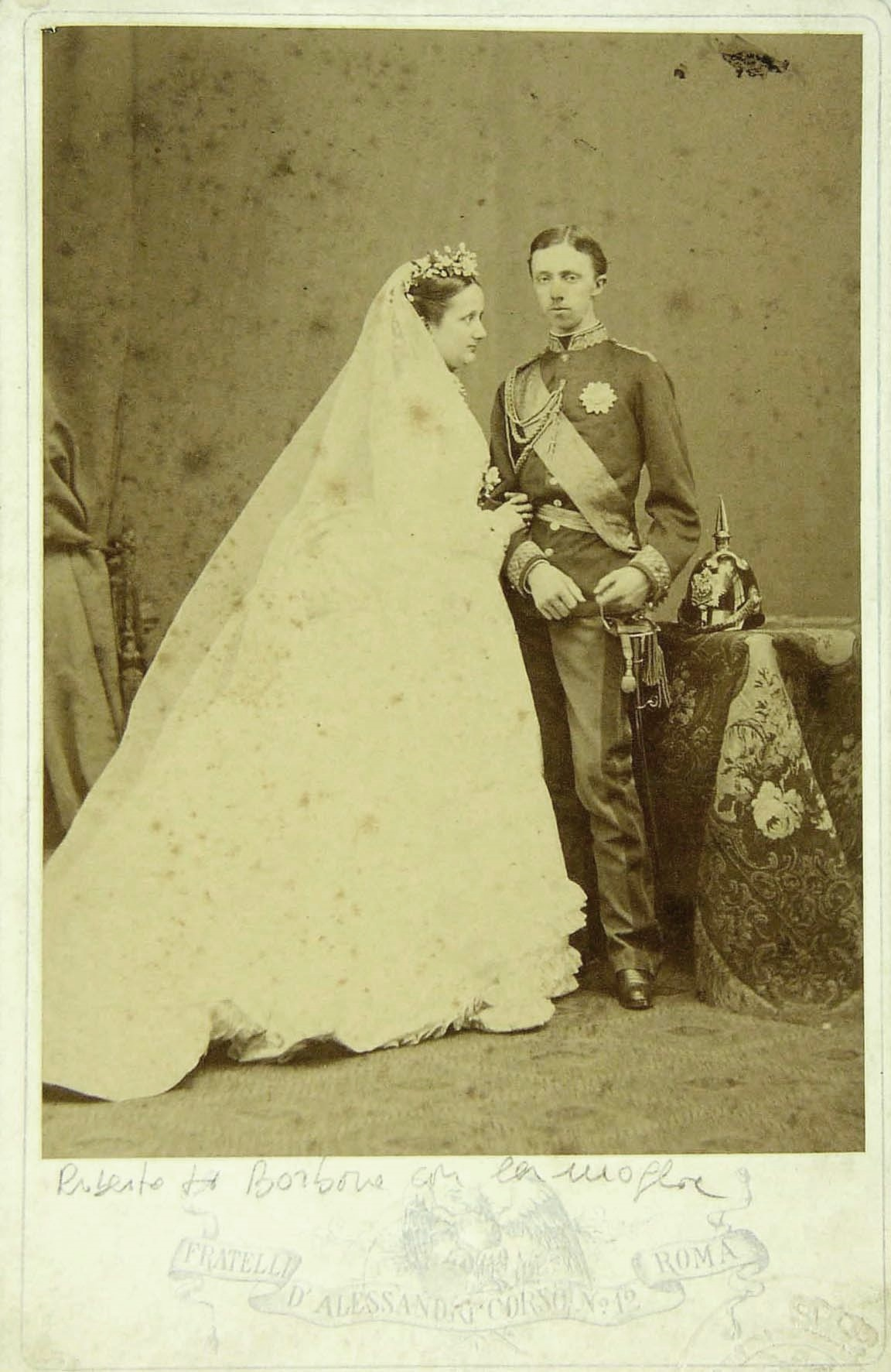
La principessa Maria Pia e il duca Roberto I di Parma nel giorno del loro matrimonio

Dopo il fallimento dei tentativi di farla sposare con un arciduca austriaco (come le sue sorelle maggiori Maria Annunziata e Maria Immacolata), finalmente venne firmato il contratto di matrimonio con l'ex-sovrano del piccolo Ducato di Parma.
Maria Pia sposò Roberto I, figlio di Carlo III, duca di Parma e della principessa Luisa Maria Teresa di Francia, il 5 aprile 1869.
Da lui ebbe dodici figli, di cui sei mentalmente disabili.

### Morte
Le pericolose gravidanze e le nascite consecutive (dodici bambini in tredici anni di matrimonio) resero la principessa obesa e malata. Maria Pia morì di febbre puerperale il 29 settembre 1882 a Biarritz, una settimana dopo aver dato alla luce il suo ultimo figlio. Il suo corpo fu sepolto a Villa Borbone a Viareggio.
Dopo la sua morte Roberto I si risposò con Maria Antonia di Portogallo, figlia del deposto Michele di Portogallo e di Adelaide di Löwenstein-Wertheim-Rosenberg, che gli diede altri dodici figli.

## Discendenza
La principessa Maria Pia e il duca Roberto I di Parma ebbero dodici figli:
1. Principessa Maria Luisa (1870-1899): andò sposa a Ferdinando I di Bulgaria, ebbe figli;
2. Principe Ferdinando (5 marzo 1871 - 14 aprile 1871): erede dinastico, morì nell'infanzia;
3. Principessa Luisa Maria (1872-1943): era affetta da una patologia psichica e morì nubile;
4. Principe Enrico (1873-1939): legittimo pretendente al trono ducale di Parma in quanto primo figlio maschio sopravvissuto, era mentalmente ritardato e dal 1907, ovvero dalla morte del padre, il fratello Elia si prese il titolo di successore, anche se Enrico continuò ad essere riconosciuto dai monarchici come erede. Tenne il titolo fino alla morte;
5. Principessa Maria Immacolata (1874-1914): era affetta da una patologia psichica e morì nubile;
6. Principe Giuseppe (1875-1950): legittimo pretendente al trono ducale di Parma dal 1939 alla morte come successore di Enrico, anch'egli era affetto da una patologia psichica; nonostante fosse il legittimo successore di Enrico, suo fratello Elia continuò a mantenere il titolo di reggente, ma Giuseppe continuò ad essere considerato come erede. Mantenne il titolo fino alla morte;
7. Principessa Maria Teresa (1876-1959): era affetta da una patologia psichica e morì nubile;
8. Principessa Maria Pia (1877-1915): era affetta da una patologia psichica e morì nubile;
9. Principessa Beatrice (1879-1946): andò in sposa al conte Pietro Lucchesi Palli, ebbe figli;
10. Principe Elia (1880-1959): pretendente al trono ducale di Parma, si mise alla testa della famiglia ducale di Parma dal 1950 alla morte, prendendo il titolo di duca. Sposò l'arciduchessa Maria Anna d'Austria, ebbe figli;
11. Principessa Maria Anastasia (25 agosto 1881 - 7 settembre 1881): morì nell'infanzia;
12. Principe Augusto (22 settembre 1882): morì lo stesso giorno della nascita e pochi giorni dopo morì anche la madre.

## Ascendenza
|                                     |                              |                                        | Genitori                                                   |  |  | Nonni |  |  | Bisnonni                       |  |  | Trisnonni           |  |
|                                     |                              |                                        |                                                            |  |  |       |  |  | Ferdinando I delle Due Sicilie |  |  | Carlo III di Spagna |  |
|                                     |                              |                                        |                                                            |  |  |       |  |  | Ferdinando I delle Due Sicilie |  |  | Carlo III di Spagna |  |
|                                     |                              | Principessa Maria Amalia di Sassonia   |                                                            |  |  |       |  |  | Ferdinando I delle Due Sicilie |  |  |                     |  |
| Francesco I delle Due Sicilie       |                              |                                        |                                                            |  |  |       |  |  | Ferdinando I delle Due Sicilie |  |  |                     |  |
|                                     |                              | Arciduchessa Maria Carolina d'Austria  | Francesco I, Sacro Romano Imperatore                       |  |  |       |  |  |                                |  |  |                     |  |
|                                     |                              | Arciduchessa Maria Carolina d'Austria  | Francesco I, Sacro Romano Imperatore                       |  |  |       |  |  |                                |  |  |                     |  |
|                                     |                              | Arciduchessa Maria Carolina d'Austria  | Maria Teresa d'Austria                                     |  |  |       |  |  |                                |  |  |                     |  |
| Ferdinando II delle Due Sicilie     |                              | Arciduchessa Maria Carolina d'Austria  |                                                            |  |  |       |  |  |                                |  |  |                     |  |
|                                     |                              | Carlo IV di Spagna                     | Carlo III di Spagna                                        |  |  |       |  |  |                                |  |  |                     |  |
|                                     |                              | Carlo IV di Spagna                     | Carlo III di Spagna                                        |  |  |       |  |  |                                |  |  |                     |  |
|                                     |                              | Carlo IV di Spagna                     | Principessa Maria Amalia di Sassonia                       |  |  |       |  |  |                                |  |  |                     |  |
| Infanta Maria Isabella di Spagna    |                              | Carlo IV di Spagna                     |                                                            |  |  |       |  |  |                                |  |  |                     |  |
|                                     |                              | Principessa Maria Luisa di Parma       | Filippo I, Duca di Parma                                   |  |  |       |  |  |                                |  |  |                     |  |
|                                     |                              | Principessa Maria Luisa di Parma       | Filippo I, Duca di Parma                                   |  |  |       |  |  |                                |  |  |                     |  |
|                                     |                              | Principessa Maria Luisa di Parma       | Principessa Elisabetta di Francia                          |  |  |       |  |  |                                |  |  |                     |  |
| Maria Pia di Borbone-Due Sicilie    |                              | Principessa Maria Luisa di Parma       |                                                            |  |  |       |  |  |                                |  |  |                     |  |
|                                     | Leopoldo II d'Asburgo-Lorena | Francesco I, Sacro Romano Imperatore   |                                                            |  |  |       |  |  |                                |  |  |                     |  |
|                                     | Leopoldo II d'Asburgo-Lorena | Francesco I, Sacro Romano Imperatore   |                                                            |  |  |       |  |  |                                |  |  |                     |  |
|                                     | Leopoldo II d'Asburgo-Lorena | Maria Teresa d'Austria                 |                                                            |  |  |       |  |  |                                |  |  |                     |  |
| Arciduca Carlo, Duca di Teschen     | Leopoldo II d'Asburgo-Lorena |                                        |                                                            |  |  |       |  |  |                                |  |  |                     |  |
|                                     |                              | Infanta Maria Luisa di Spagna          | Carlo III di Spagna                                        |  |  |       |  |  |                                |  |  |                     |  |
|                                     |                              | Infanta Maria Luisa di Spagna          | Carlo III di Spagna                                        |  |  |       |  |  |                                |  |  |                     |  |
|                                     |                              | Infanta Maria Luisa di Spagna          | Principessa Maria Amalia di Sassonia                       |  |  |       |  |  |                                |  |  |                     |  |
| Arciduchessa Maria Teresa d'Austria |                              | Infanta Maria Luisa di Spagna          |                                                            |  |  |       |  |  |                                |  |  |                     |  |
|                                     |                              | Federico Guglielmo, Duca di Nassau     | Carlo Cristiano, Principe di Nassau-Weilburg               |  |  |       |  |  |                                |  |  |                     |  |
|                                     |                              | Federico Guglielmo, Duca di Nassau     | Carlo Cristiano, Principe di Nassau-Weilburg               |  |  |       |  |  |                                |  |  |                     |  |
|                                     |                              | Federico Guglielmo, Duca di Nassau     | Carolina d'Orange-Nassau                                   |  |  |       |  |  |                                |  |  |                     |  |
| Enrichetta di Nassau-Weilburg       |                              | Federico Guglielmo, Duca di Nassau     |                                                            |  |  |       |  |  |                                |  |  |                     |  |
|                                     |                              | Burgravina Luisa Isabella di Kirchberg | Wilhelm Georg, Burggraf von Kirchberg, Graf von Hachenburg |  |  |       |  |  |                                |  |  |                     |  |
|                                     |                              | Burgravina Luisa Isabella di Kirchberg | Wilhelm Georg, Burggraf von Kirchberg, Graf von Hachenburg |  |  |       |  |  |                                |  |  |                     |  |
|                                     |                              | Burgravina Luisa Isabella di Kirchberg | Isabelle Auguste, Prinzessin Reuss zu Greiz                |  |  |       |  |  |                                |  |  |                     |  |
|                                     |                              | Burgravina Luisa Isabella di Kirchberg |                                                            |  |  |       |  |  |                                |  |  |                     |  |